# پسروی دریا

نمودارهای سطح مقطعی که تغییر رخساره‌های رسوبی طی فرایندهای پیشروی (هم‌پوشانی) و پسروی (برون‌پوشانی) را نشان می‌دهد

پسروی دریا (انگلیسی: Marine regression) فرایندی زمین‌شناختی است و زمانی رخ می‌دهد که بخش‌های زیرآب بستر دریا در هنگام افت سطح دریا در معرض دید قرار می‌گیرند. پیشروی دریا که رویداد معکوس آن است نیز زمانی اتفاق می‌افتد که آب‌های از سمت دریا، زمین‌هایی را که قبلاً دارای رخنمون بودند را بپوشاند.

## توصیف
بر پایه یک فرضیه، پسروی دریا ممکن است با «کاهش سرعت گسترش کف دریا که منجر به کاهش عمومی سطح دریا می‌شود» مرتبط باشد (زیرا پشته‌های میانی اقیانوسی فضای کمتری را اشغال می‌کنند). این دیدگاه پسروی‌های دریایی عمده را یکی از جنبه‌های یک تغییر نرمال در نرخ فعالیت زمین‌ساخت صفحه‌ای می‌داند که منجر به رویدادهای عمده آتشفشانی جهانی می‌شود که خود منجر به رویدادهای انقراض بزرگ می‌گردد.
شواهدی از پسروی و پیشروی دریایی در آثار فسیلی ثبت می‌شود و گمان می‌رود که این نوسانات باعث چندین انقراض گروهی شده یا به وقوع آن‌ها کمک کرده باشند، مانند رویداد انقراض پرمین–تریاس (۲۵۰ میلیون سال پیش) یا رویداد انقراض کرتاسه–پالئوژن (۶۶ میلیون سال پیش). طی رویداد انقراض پرمین–تریاس، بزرگ‌ترین رویداد انقراض در تاریخ زمین، سطح اقیانوس جهانی ۲۵۰ متر (۸۲۰ فوت) کاهش یافت.
یک پسروی دریایی بزرگ می‌تواند باعث انقراض موجودات دریایی در دریاهای کم‌عمق شود، اما انقراض‌های گروهی معمولاً گونه‌های زمینی و آبزی را شامل می‌شود و سخت‌تر است که ببینیم چگونه یک پسروی دریایی می‌تواند باعث انقراض گسترده حیوانات خشکی شود؛ بنابراین، پسروی‌های دریا بیشتر از اینکه از عوامل اصلی انقراض‌ها باشند، به‌عنوان نشانه‌های انقراض‌های گروهی یا دارای همبستگی با آن‌ها دیده می‌شوند. پسروی دریایی پرمین ممکن است با تشکیل ابرقاره پانگه‌آ مرتبط باشد. تجمع تمام خشکی‌های اصلی در یک پهنه می‌توانست از طریق «بزرگ‌شدن جزئی حوضه‌های اقیانوسی در زمان به‌هم پیوستن قاره‌های بزرگ»، پسروی دریا را تسهیل کند. با این حال، این عامل قادر نبوده در همه یا حتی بسیاری از موارد دیگر اعمال شود.

## عصرهای یخبندان
طی عصرهای یخبندان دوره پلیستوسن، همبستگی آشکاری بین پسروی‌های دریایی و دوره‌های یخچالی وجود داشته است. از آنجا‌ که توازن بین یخ‌کره و آب‌کره جهانی تغییر می‌کند، بیشتر بودن آب سیاره در صفحات یخی به معنای آب کمتر در اقیانوس‌ها است. در اوج آخرین عصر یخبندان در حدود ۱۸٬۰۰۰ سال پیش، سطح جهانی آب دریاها ۱۲۰ تا ۱۳۰ متر (۳۹۰–۴۲۵ فوت) کمتر از سطح امروز بوده است. یک دوره سرما در حدود ۶ میلیون سال پیش با پیشروی یخچال‌ها، یک پسروی دریایی بزرگ و آغاز بحران شوری مسینین در حوضه دریای مدیترانه مرتبط بوده است. با این حال، به نظر می‌رسد که برخی از پسروی‌های دریایی عمده در گذشته، و برای نمونه، پسروی همراه با انقراض گروهی در پایان کرتاسه، ارتباطی با دوره‌های یخبندان ندارند.